# 伦根费尔德 (奥地利)
伦根费尔德（德語：Lengenfeld）是奥地利下奥地利州克雷姆斯兰县的一个市镇。总面积15.01平方公里，总人口1425人，人口密度94.9人/平方公里（2005年）。